# 科西赫
46°27′38″N 35°16′41″E / 46.46056°N 35.27806°E

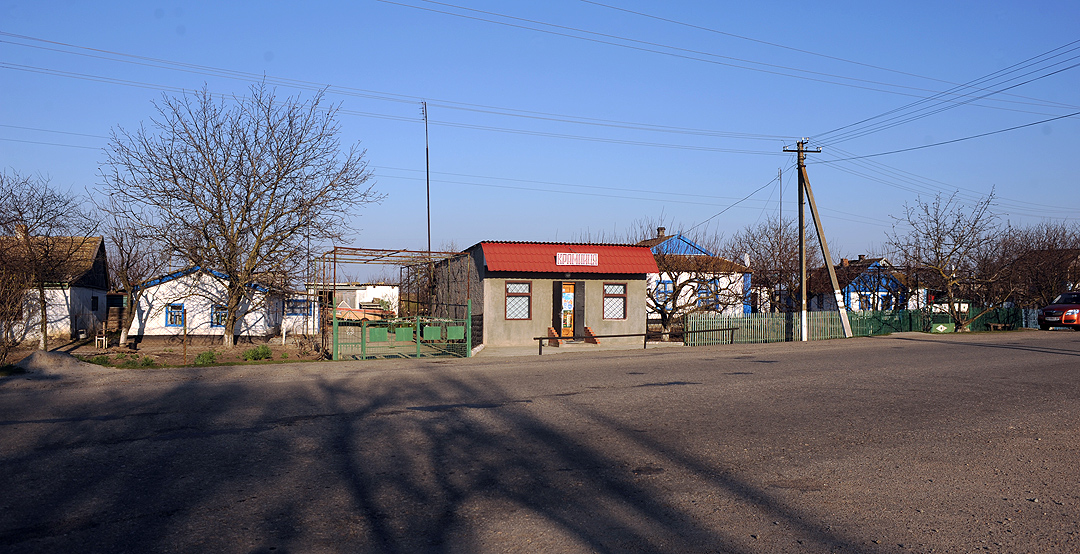

科西赫（烏克蘭語：Косих）是位於烏克蘭東南部的村莊，由扎波羅熱州梅利托波爾區的基里利夫卡市鎮負責管轄。該村始建於1809年，面積0.7平方公里，海拔高度4米，2001年人口159，人口密度每平方公里227.1人。